# Chrysler Pacifica
La Chrysler Pacifica è un'autovettura prodotta dal 2004 al 2007 dalla casa automobilistica americana Chrysler. Il modello è stato sostituito dalla Dodge Journey nel 2008.

## Il contesto
La Pacifica debutta nel 2004 anticipata dall'omonima concept car esposta ben cinque anni prima al Salone dell'auto di Detroit. Disegnata da Freeman Thomas si tratta della prima vettura con carrozzeria simil SUV prodotta dal marchio americano e inaugura un nuovo segmento automobilistico di vetture crossover di lusso. Progettata sulla piattaforma della Chrysler Voyager adotta la trazione anteriore mentre in opzione per le versioni di punta è disponibile l'integrale permanente AWD.
Le motorizzazioni tutte 6 cilindri a V sono derivate dalla Jeep Cherokee con potenze che vanno dai 218 cavalli del 3,8 litri fino ai 253 cavalli del 4 litri. Il cambio per tutte le versioni è un automatico con convertitore e 4 o 6 rapporti in modalità sequenziale.
Accolta tiepidamente dal mercato americano, nei primi anni registra circa 100.000 unità immatricolate.

## Restyling 2006

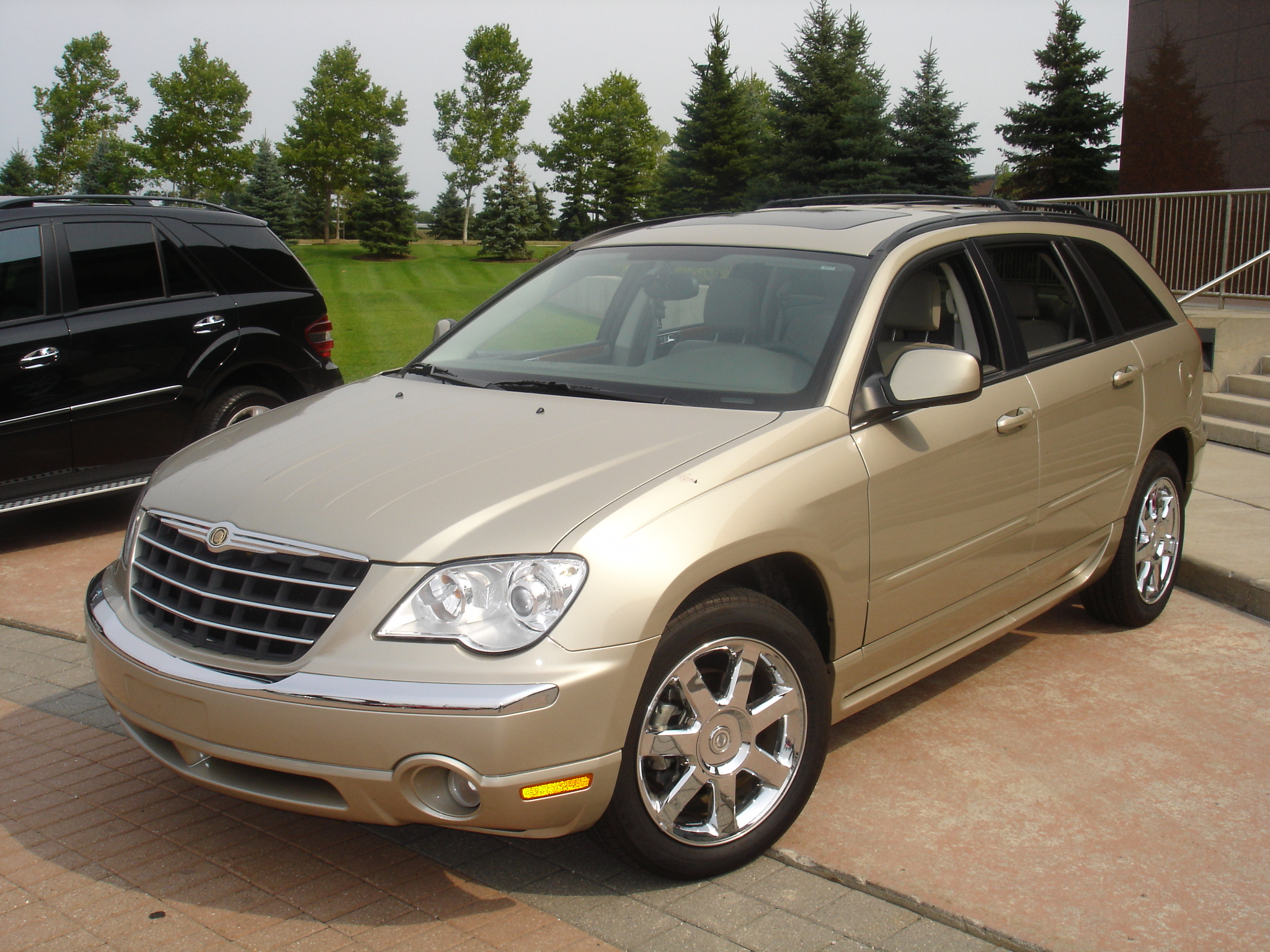
Chrsyler Pacifica restyling (2007)

Nel 2006 la Pacifica subisce un lieve restyling che ne migliora le qualità interne e dinamiche. Riviste le plastiche dell'abitacolo e migliorato l'assemblaggio, mentre tra la dotazione spicca di serie il controllo di stabilità e trazione. Le sospensioni (MacPherson all'avantreno e Multilink al retrotreno) sono state ritarate per un impiego più sportivo ed una guida più rigida migliorando anche la stabilità della vettura.
Incrementate anche le dimensioni: la lunghezza totale passa dai 4,81 metri della prima serie ai 5,05 metri della nuova versione rinnovata. Invariati il passo e la larghezza mentre l'altezza totale passa da 1,69 a 1,73 metri.
Con la versione ristilizzata debuttano anche nuove cromature sul frontale ed un'inedita gamma di allestimenti lussuosi come la Pacifica Signature Series prodotta in edizione limitata.

## La fine
Dal 2006 le vendite della Pacifica iniziarono a calare. Dalle circa 100.000 unità dei primi anni si scese a circa 85.000 nel 2006 e poco più di 70.000 nel 2007. Di conseguenza la Chrysler, entrata in crisi a causa della fine del polo DaimlerChrysler fondato anni prima, decise di chiudere le catene di montaggio della Pacifica nel novembre 2007 e di dedicarsi all'erede Dodge Journey (basata sul telaio dell'Avenger) e alla Sebring (con costi di produzione molto inferiori rispetto alla Pacifica).

## Motorizzazioni
| Modello | Disponibilità       | Motore                  | Cilindrata | Potenza         | Emissioni CO2 (g/Km) | Coppia Max             | Trasmissione                 | Consumo medio (Km/l) |
| ------- | ------------------- | ----------------------- | ---------- | --------------- | -------------------- | ---------------------- | ---------------------------- | -------------------- |
| 3.5 V6  | dal debutto al 2006 | 6 cilindri a V, Benzina | 3.513 cm³  | 184 kW (250 CV) | -                    | 339 N·m @3950 giri/min | cambio automatico 4 rapporti | -                    |
| 3.8 V6  | dal 2006            | 6 cilindri a V, Benzina | 3.778 cm³  | 160 kW (218 CV) | 304                  | 318 N·m @4000 giri/min | cambio automatico 4 rapporti | 7,6                  |
| 4.0 V6  | dal 2006            | 6 cilindri a V, Benzina | 3.952 cm³  | 186 kW (253 CV) | 295                  | 343 N·m @1000 giri/min | cambio automatico 6 rapporti | 7,9                  |